# Élections cantonales françaises de 1910
Des élections cantonales ont été organisées en France les 24 et 31 juillet 1910.

## Tableau récapitulatif des résultats pour les Conseils Généraux
| Partis politiques ou coalitions | Partis politiques ou coalitions  | Sortants | Premier tour | Second tour | Total | Total         |
| Partis politiques ou coalitions | Partis politiques ou coalitions  | Sortants | Sièges       | Sièges      | Total | Total         |
| ------------------------------- | -------------------------------- | -------- | ------------ | ----------- | ----- | ------------- |
|                                 | Socialistes révolutionnaires     | 1        | 1            | 0           | 1     | en stagnation |
|                                 | SFIO                             | 35       | 43           | 13          | 56    | 21            |
|                                 | Socialistes indépendants         | 17       | 19           | 9           | 28    | 11            |
|                                 | Radicaux et radicaux-socialistes | 635      | 580          | 78          | 658   | 23            |
|                                 | Républicains de gauche           | 333      | 330          | 21          | 351   | 18            |
|                                 | Progressistes                    | 163      | 127          | 12          | 139   | 24            |
|                                 | Conservateurs                    | 245      | 192          | 9           | 201   | 44            |
|                                 | Nationalistes                    | 14       | 9            | 0           | 9     | 5             |
|                                 |                                  |          |              |             |       |               |
| Total                           | Total                            | 1 446    | 1 301        | 145         | 1 446 |               |

### Sources et bibliographie
- L'Ouest-Éclair - Le Temps - Le Radical